# Eustache-Marie Courtin
Pour les articles homonymes, voir Courtin.
Eustache-Marie-Pierre-Marc-Antoine Courtin, né à Saint-Pierre-sur-Dives en 1769 et mort à Garches le 22 février 1839, est un magistrat et haut fonctionnaire français.

## Biographie
Son père lui achète en 1790 une charge d'avocat au parlement de Rouen. Procureur du roi au bailliage d'Orbec, il perd sa place l'année suivante lors de la nouvelle organisation judiciaire. Il va alors avec son père exercer sa profession dans la ville d'Évreux.
À l'époque du procès du roi Louis XVI, il sollicite l'honneur de le défendre devant la Convention, ce qui ne lui est pas accordé. Touché par la première réquisition de 1793, il est attaché à divers états-majors des armées révolutionnaires. Il démissionne du service au mois d'avril 1796.
Devenu secrétaire du général Turreau, il assure avec succès sa défense lorsque le général est mis en jugement en 1796 pour avoir mal fait la guerre de Vendée.
Après la journée du 9 thermidor an II, Courtin est employé comme secrétaire au comité militaire de la Convention, d'où il passe dans les bureaux de l'état-major général, à la recommandation du général Bonaparte, alors commandant de l'armée de l'Intérieur.
Sous le Directoire, Courtin est successivement chef du secrétariat particulier et secrétaire du ministre de la guerre, Claude-Louis Petiet, chef du bureau des hôpitaux, chef de la cinquième division, puis secrétaire-général de la liquidation des dépenses arriérées au même ministère. Souffrant d'une maladie grave, il quitte son poste pour aller prendre les eaux en Allemagne. Revenu à Paris en 1802, il est nommé l'année suivante substitut du procureur général près de la cour criminelle du département de la Seine.
En 1811, Napoléon Ier le nomme avocat général à la cour impériale de Paris, puis procureur impérial près le tribunal civil. C'est en cette qualité qu'il organise la Police judiciaire d'après le nouveau Code criminel et qu'il reçoit de Napoléon la décoration de l'Ordre de la Réunion. Il est nommé chevalier de l'Empire le 19 juin 1813.
Ni la première Restauration, ni l'événement des Cent-Jours ne le font changer de position.
Un arrêté de la commission du gouvernement du 2 juillet 1815 l'appelle à remplir provisoirement les fonctions de préfet de police de Paris en remplacement de Pierre-François Réal. Courtin s'oppose de tous ses moyens au retour des Bourbons sur un trône qui, pour la seconde fois, s'est écroulé sous leurs pieds. 
À la seconde restauration, Courtin reparaît au parquet du tribunal de première instance. Inclus sur une première liste manuscrite d'hommes à exiler, il en est rayé avec un grand nombre d'autres, mais ne peut échapper aux mesures exceptionnelles de l'ordonnance du 24 juillet et se retire en Belgique. De retour en France en 1818, il est fait chevalier de la Légion d'honneur par le roi.
Tout en continuant à exercer sa profession d’avocat, il dirige la publication de l’Encyclopédie moderne, dont les 24 volumes paraissent entre 1824 et 1832, à Paris, chez Mongié ainé 18, boulevard Poissonnière et au Bureau de l'Encyclopédie, 24, rue Neuve-Saint-Roch ; simultanément une 2e édition a lieu à Bruxelles, chez Lejeune, rue des Éperonniers, augmentée d'articles biographiques, tous écartés de l'édition parisienne. L'ouvrage est plus tard réédité avec un supplément par le libraire-éditeur Duménil, rue des Beaux-Arts à Paris, en 1841-1842, puis une nouvelle fois chez Firmin Didot entre 1861 et 1865 sous la direction de Léon Renier ; ces deux éditions suivent le plan original et n'intègrent pas les biographies. Avec la Nouvelle Biographie générale de Ferdinand Hœfer, qui en est le complément, cette importante publication, qui réunit plus de dix mille souscripteurs, est considérée comme le répertoire encyclopédique le plus exact de son époque.
Courtin a également laissé deux discours prononcés aux rentrées du tribunal de première instance en 1811 et 1812 ainsi qu'un ouvrage manuscrit intitulé La Police envisagée sous tous ses rapports.

## Armoiries
« D'or mantelé d'hermines, au chevron d'azur brochant sur le tout, chargé du signe des chevaliers de l'Ordre impérial de la Réunion, surmonté au deuxième point en chef d'une étoile d'azur, accompagné à dextre d'un coq d'or crêté et barbé de gueules, à sénestre d'un chien passant de sable colleté d'argent, et en pointe d'une colonne d'azur accolée d'un serpent de sinople et soutenue d'une épée en fasce, la pointe à sénestre, d'azur. »

## Pour approfondir